# Casa del Senyor (Gelida)
La Casa del Senyor és una obra de Gelida (Alt Penedès) declarada Bé Cultural d'Interès Nacional.

## Descripció
Casal fortificat situat al centre històric de Gelida, al carrer Àngel Guimerà cantonada Marquès de Gelida. És de grans dimensions, i consta de soterrani, planta baixa, planta principal i golfes. La planta és rectangular. Dos cossos laterals annexes i tres cases entre mitgeres configuren un petit pati interior. Als extrems de la façana principal hi ha dues torres octogonals de guaita amb espitlleres. La porta principal és d'arc de mig punt i presenta, damunt de la dovella central, un escut dividit en quatre parts coronades pel casc d'un cavaller. Les finestres són de pedra tallada.

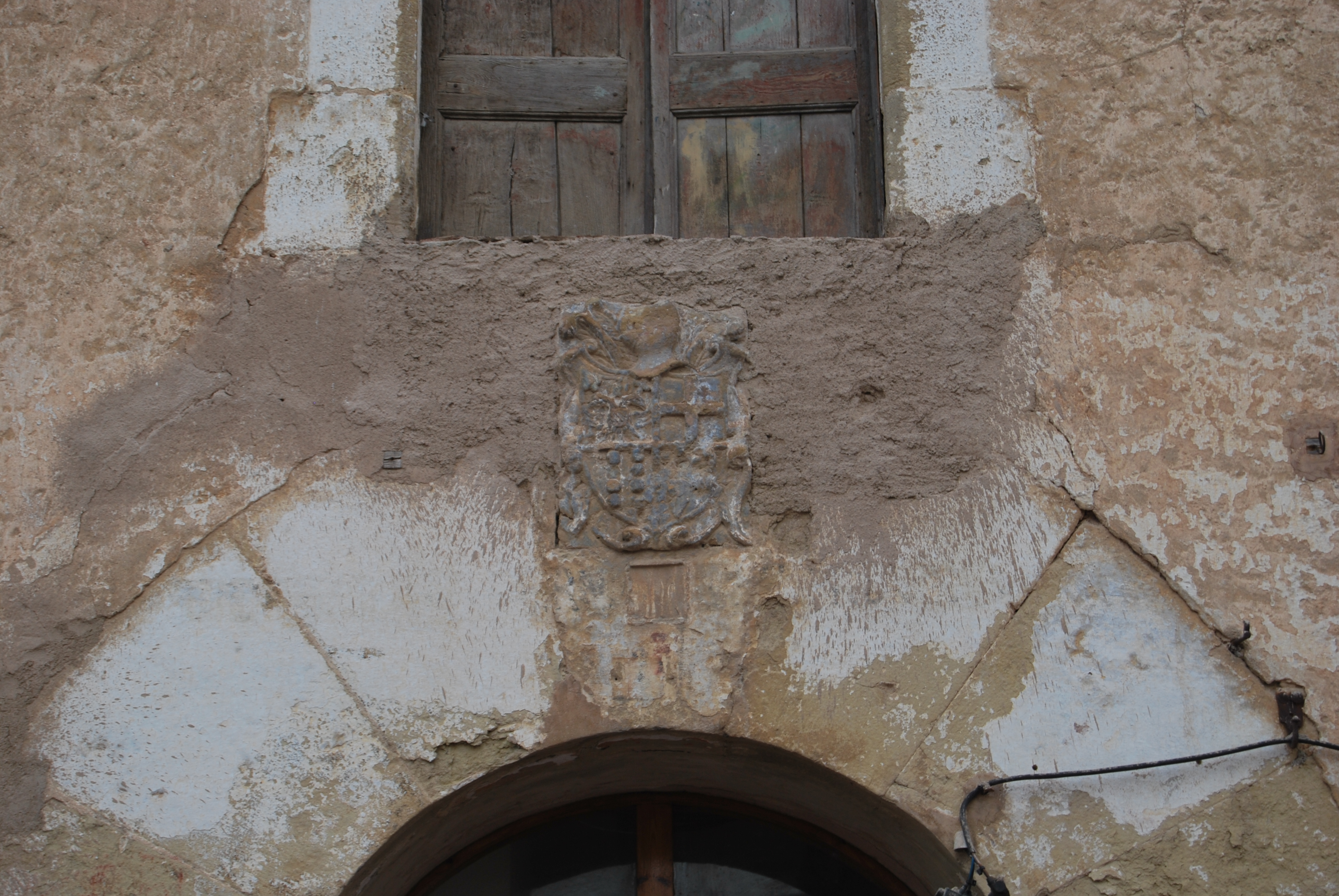
Escut damunt el portal principal

## Història
La Casa del Senyor, que ha rebut també al llarg del temps els noms de Cal Marino, Casa Bruguera i el Castell de Baix, contribueix a la configuració de la imatge històrica de Gelida. És un casal fortificat del segle xv. Possiblement fou construït per la família Bertran, barons de Gelida, aleshores senyors del poble i propietaris del castell. L'escut de la família apareix al damunt de la porta de la façana principal de la casa. Actualment, l'edifici allotja l'Associació d'Amics del Castell de Gelida, i en un futur serà seu del Museu de Gelida.